# 太田市立藪塚本町歴史民俗資料館
太田市立藪塚本町歴史民俗資料館（おおたしりつやぶづかほんまちれきしみんぞくしりょうかん 英:Yabuzuka-honmachi history and folklore museum）は、かつて群馬県太田市藪塚町にあった資料館。1978年に開館し、2021年に閉館となった。

## 概要
藪塚温泉今井館主の今井新次とその父、伊三郎によって収集された資料が展示されていた。展示されている資料は新次の遺志により、藪塚本町に寄贈されたものである。その後、市町村合併により現在に至る。
外観は、校倉造りになっている。
藪塚本町の町名及び、当館名の塚の正式な表記は、つくりの下部の3本のはらいのうち下2本をまたぐ点が入る旧字体「」である（「」ではない）。
施設の老朽化や来館者数低迷などの理由により、2021年2月28日をもって閉館。収蔵資料は高山彦九郎記念館（太田市細谷町）に移管され、同館2階企画展示室において公開されている。

## 展示
当初は、今井新次、伊三郎によって収集された資料を展示していた。その後、旧藪塚本町の発掘調査で出土したものも展示された。
現在は、藪塚本町内リンクに限らず太田市全域から出土したものを展示している。